# Костёл Святых Петра и Павла (Старые Василишки)
Костёл Святых Петра и Павла (бел. Касцёл Святых Пятра і Паўла) — католический храм в деревне Старые Василишки Щучинского района Гродненской области Белоруссии. Находится на западной окраине деревни. Храм относится к Щучинскому деканату Гродненского диоцеза. Включён в Государственный список историко-культурных ценностей Республики Беларусь.

## История
Католический приход в Старых Василишках основан в 1485 году. Действующий костёл Святых Петра и Павла построен в 1897—1903 годах из красного кирпича по проекту 1897 года польского архитектора Константина Войцеховского. Освящён в 1905 году.
В 1932 году насчитывал 4992 прихожанина. В 1953 году в период церковных гонений костёл был закрыт, возвращён верующим в 1988 году.
Костёл был возведён на добровольные средства прихожан, имена которых выбиты на известковых блоках цоколя. В советское время  замазали имена жертвователейцементом.( У савецкі час на загад мясцовага начальства імёны ахвярадаўцаў былі замазаныя цэментам)
Постановлением Совета Министров Республики Беларусь от 21 сентября 2010 года № 1351 костёл внесён в Государственный список историко-культурных ценностей Республики Беларусь как историко-культурная ценность регионального значения (категория 3).

## Архитектура
Костёл Святых Петра и Павла в Старых Василишках является памятником архитектуры неоготики. Решён согласно канону трёхнефовой двухбашенной базилики. Архитектурная композиция храма подчинена вертикальной направленности: 3 низкие гранёные апсиды переходят в длительный объём нефа, накрытого высокой двускатной красной черепицей, трёхъярусные башни имеют гранёные шпили, контрфорсы ступенчатые. Главный фасад выделяют вимперги, стрельчатые, заполненные орнаментальными причудливыми переплётами проёмы и окно-роза в центре. Три входящих стрельчатых портала украшены скульптурно-барельефными керамическими панно.

## Интерьер
В интерьере пространство расчленено мощными столбами на 3 нефа и укрыто высокими стрельчатыми сводами. На восьми межнефовых столбах установлены скульптуры апостолов. На боковых барельефных картинах-панно и оконных витражах изображён Крестный путь Христа. Главный, 2 кулисных и 2 боковых деревянных алтаря, амвон, скамьи для прихожан выполнены в изысканных формах готики. Витражи, фрески, скульптура, чеканка, резьба по дереву, керамика создают высокохудожественную среду храма.
В костёле установлена мемориальная доска польскому музыканту Чеславу Немену, родившемуся в Старых Василишках.
- Интерьер католического храма